# Henry Kemble

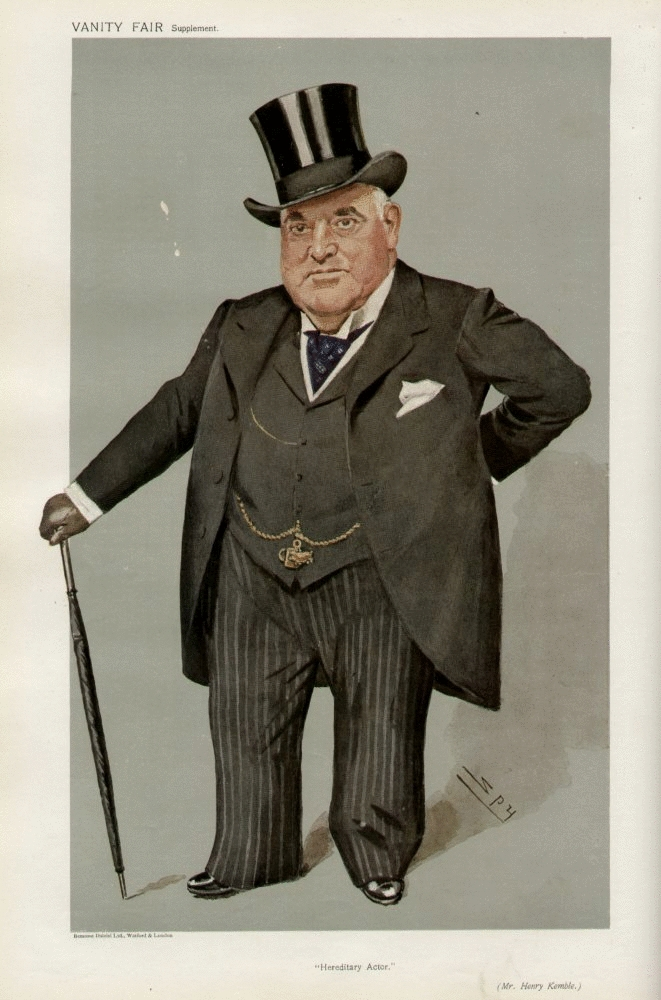
Caricatura de Henry Kemble aparecida en la revista Vanity Fair, 24 de abril de 1907.

Henry Kemble (1848-1907) fue un actor británico. Era miembro de la Familia Kemble, siendo el nieto de Charles Kemble. Fue educado en Maze Hill School Greenwich y en el King's College de Londres. Encabezó el cartel, entre otras obras, de The Admirable Crichton, de James Matthew Barrie.